# Casteil
Casteil (prononcé [kastɛj] ) est une commune française située dans le centre du département des Pyrénées-Orientales, en région Occitanie. Sur le plan historique et culturel, la commune est dans le pays de Conflent, correspondant à l'ensemble des vallées pyrénéennes qui « confluent » avec le lit creusé par la Têt entre Mont-Louis et Rodès.
Exposée à un climat de montagne, elle est drainée par la Cady et par divers autres petits cours d'eau. Incluse dans le parc naturel régional des Pyrénées catalanes, la commune possède un patrimoine naturel remarquable : deux sites Natura 2000 (le « massif du Canigou » et le « Canigou-Conques de La Preste ») et six zones naturelles d'intérêt écologique, faunistique et floristique.
Casteil est une commune rurale qui compte 140 habitants en 2022, après avoir connu une forte hausse de la population depuis 1975. Ses habitants sont appelés les Casteillais ou  Casteillaises.

## Géographie

### Localisation
La commune de Casteil se trouve dans le département des Pyrénées-Orientales, en région Occitanie.
Elle se situe à 45 km à vol d'oiseau de Perpignan, préfecture du département, à 10 km de Prades, sous-préfecture, et à 24 km d'Amélie-les-Bains-Palalda, bureau centralisateur du canton du Canigou dont dépend la commune depuis 2015 pour les élections départementales.
La commune fait en outre partie du bassin de vie de Prades.
Les communes les plus proches sont : 
Vernet-les-Bains (2,1 km), Sahorre (2,6 km), Fillols (3,6 km), Corneilla-de-Conflent (4,1 km), Fuilla (4,3 km), Py (5,2 km), Taurinya (6,1 km), Escaro (6,4 km).
Sur le plan historique et culturel, Casteil fait partie de la région de Conflent, héritière de l'ancien comté de Conflent et de la viguerie de Conflent. Ce pays correspond à l'ensemble des vallées pyrénéennes qui « confluent » avec le lit creusé par la Têt entre Mont-Louis, porte de la Cerdagne, et Rodès, aux abords de la plaine du Roussillon.

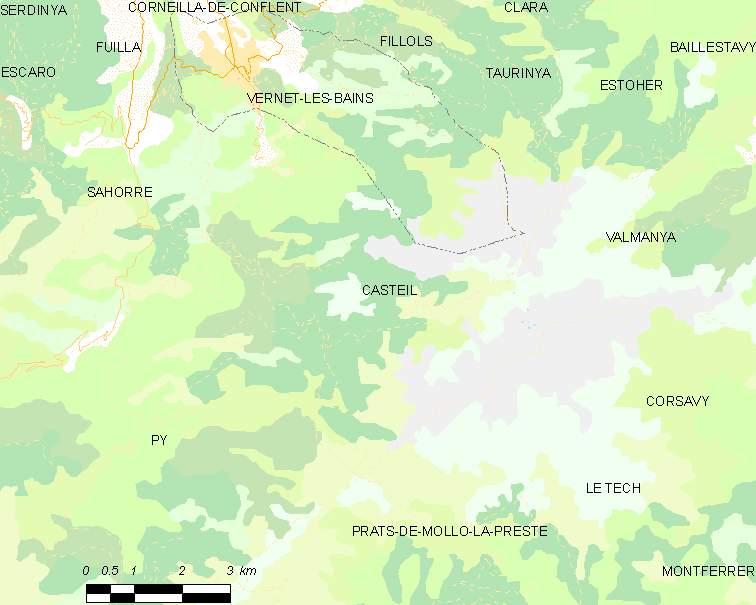
Situation de la commune.

|         | Vernet-les-Bains         | Taurinya (par un quadripoint) |
| Sahorre | Casteil                  | Valmanya Corsavy              |
| Py      | Prats-de-Mollo-la-Preste | Le Tech                       |

### Géologie et relief
La commune est classée en zone de sismicité 3, correspondant à une sismicité modérée.

### Climat
Pour des articles plus généraux, voir Climat de l'Occitanie et Climat des Pyrénées-Orientales.
En 2010, le climat de la commune est de type climat des marges montargnardes, selon une étude du CNRS s'appuyant sur une série de données couvrant la période 1971-2000. En 2020, Météo-France publie une typologie des climats de la France métropolitaine dans laquelle la commune est exposée à un climat de montagne ou de marges de montagne et est dans la région climatique Pyrénées orientales, caractérisée par une faible pluviométrie, un très bon ensoleillement (2 600 h/an), un air sec, particulièrement en hiver et peu de brouillards.
Pour la période 1971-2000, la température annuelle moyenne est de 11,2 °C, avec une amplitude thermique annuelle de 14,1 °C. Le cumul annuel moyen de précipitations est de 778 mm, avec 5,8 jours de précipitations en janvier et 5,7 jours en juillet. Pour la période 1991-2020, la température moyenne annuelle observée sur la station météorologique la plus proche, située sur la commune d'Eus à 14 km à vol d'oiseau, est de 13,6 °C et le cumul annuel moyen de précipitations est de 539,8 mm,. Pour l'avenir, les paramètres climatiques de la commune estimés pour 2050 selon différents scénarios d’émission de gaz à effet de serre sont consultables sur un site dédié publié par Météo-France en novembre 2022.

### Milieux naturels et biodiversité

#### Espaces protégés
La protection réglementaire est le mode d’intervention le plus fort pour préserver des espaces naturels remarquables et leur biodiversité associée,.
Dans ce cadre, la commune fait partie.
Un  espace protégé est présent sur la commune : 
le parc naturel régional des Pyrénées catalanes, créé en 2004 et d'une superficie de 139 062 ha, qui s'étend sur 66 communes du département. Ce territoire s'étage des fonds maraîchers et fruitiers des vallées de basse altitude aux plus hauts sommets des Pyrénées-Orientales en passant par les grands massifs de garrigue et de forêt méditerranéenne,.

#### Réseau Natura 2000

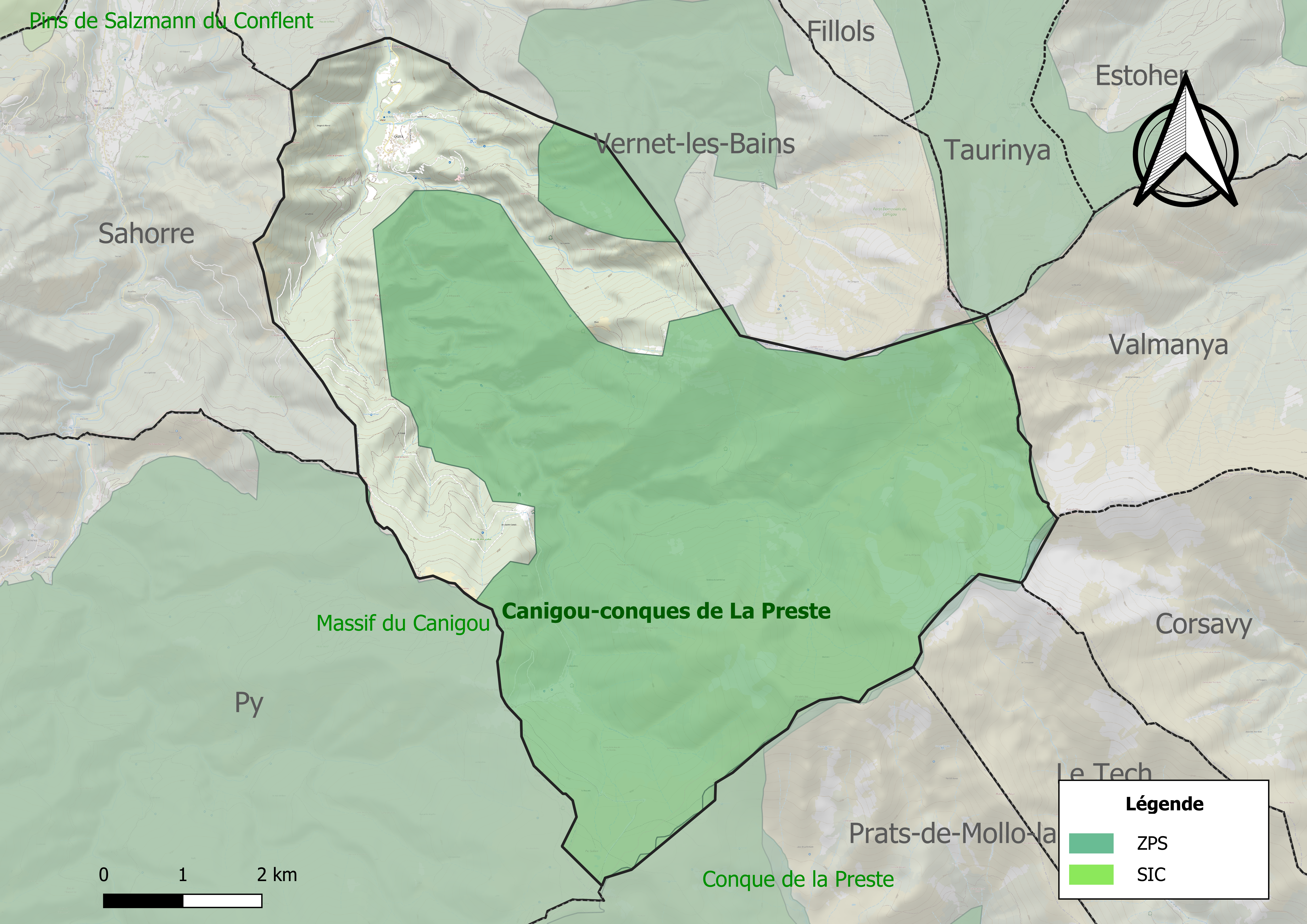
Site Natura 2000 sur le territoire communal.

Le réseau Natura 2000 est un réseau écologique européen de sites naturels d'intérêt écologique élaboré à partir des directives habitats et oiseaux, constitué de zones spéciales de conservation (ZSC) et de zones de protection spéciale (ZPS).
Un site Natura 2000 a été défini sur la commune au titre de la directive habitats.
- le « massif du Canigou », d'une superficie de 11 746 ha, culmine à 2 784 mètres à l'extrémité orientale de la chaîne des Pyrénées. Il recèle de nombreuses espèces endémiques pyrénéennes dont certaines atteignent leur limite orientale et présente une gamme variée d'habitats naturels d'intérêt communautaire liés à l'étagement de la végétation[21] et  au titre de la directive oiseaux[20]
- le « canigou-conques de La Preste », d'une superficie de 20 224 ha, abrite une avifaune de montagne riche et diversifiée, tant au niveau des rapaces que des passereaux et des galliformes. Elle est également fréquentée régulièrement par deux couples de gypaètes barbus et, en été, par un nombre important de vautours fauves en provenance du territoire espagnol[22].

#### Zones naturelles d'intérêt écologique, faunistique et floristique

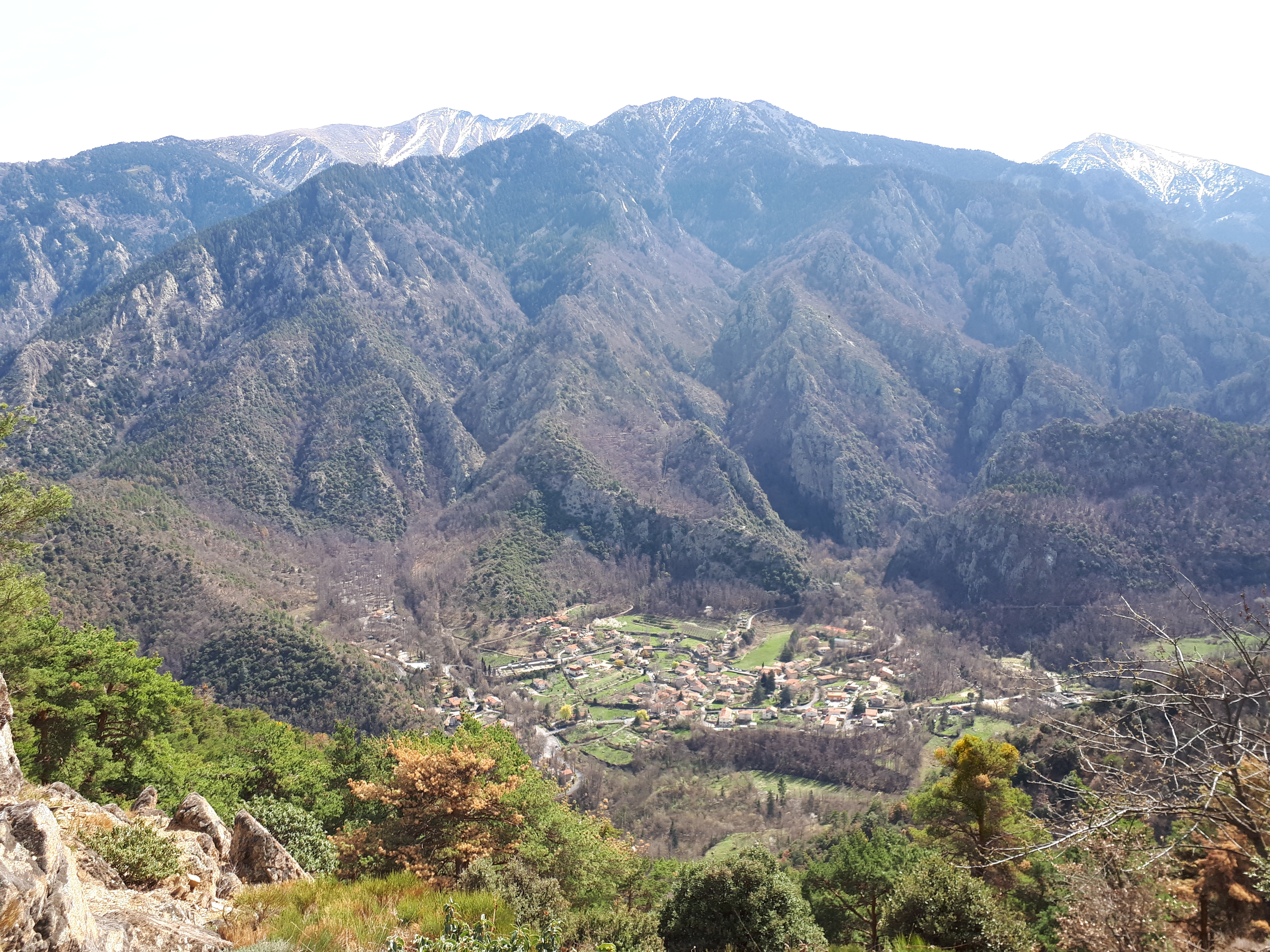
Le village se situe au pied du massif du Canigou. Au fond, à gauche : le pic du Canigou.

L’inventaire des zones naturelles d'intérêt écologique, faunistique et floristique (ZNIEFF) a pour objectif de réaliser une couverture des zones les plus intéressantes sur le plan écologique, essentiellement dans la perspective d’améliorer la connaissance du patrimoine naturel national et de fournir aux différents décideurs un outil d’aide à la prise en compte de l’environnement dans l’aménagement du territoire.
Quatre ZNIEFF de type 1 sont recensées sur la commune :
- le « Flanc nord du massif du Canigou » (3 540 ha), couvrant 5 communes du département[24] ;
- le « Haut Vallespir du pic de Costabonne au Pla Guillem » (3 249 ha), couvrant 2 communes du département[25] ;
- la « Haute vallée du Cady » (1 021 ha), couvrant 2 communes du département[26] ;
- la « vallée de la Llipodère » (545 ha)[27] ;

et deux ZNIEFF de type 2, : 
- « le Vallespir » (47 344 ha), couvrant 18 communes du département[28] ;
- le « massif du Canigou » (19 263 ha), couvrant 15 communes du département[29].

Carte des ZNIEFF de type 1 et 2 à Casteil.
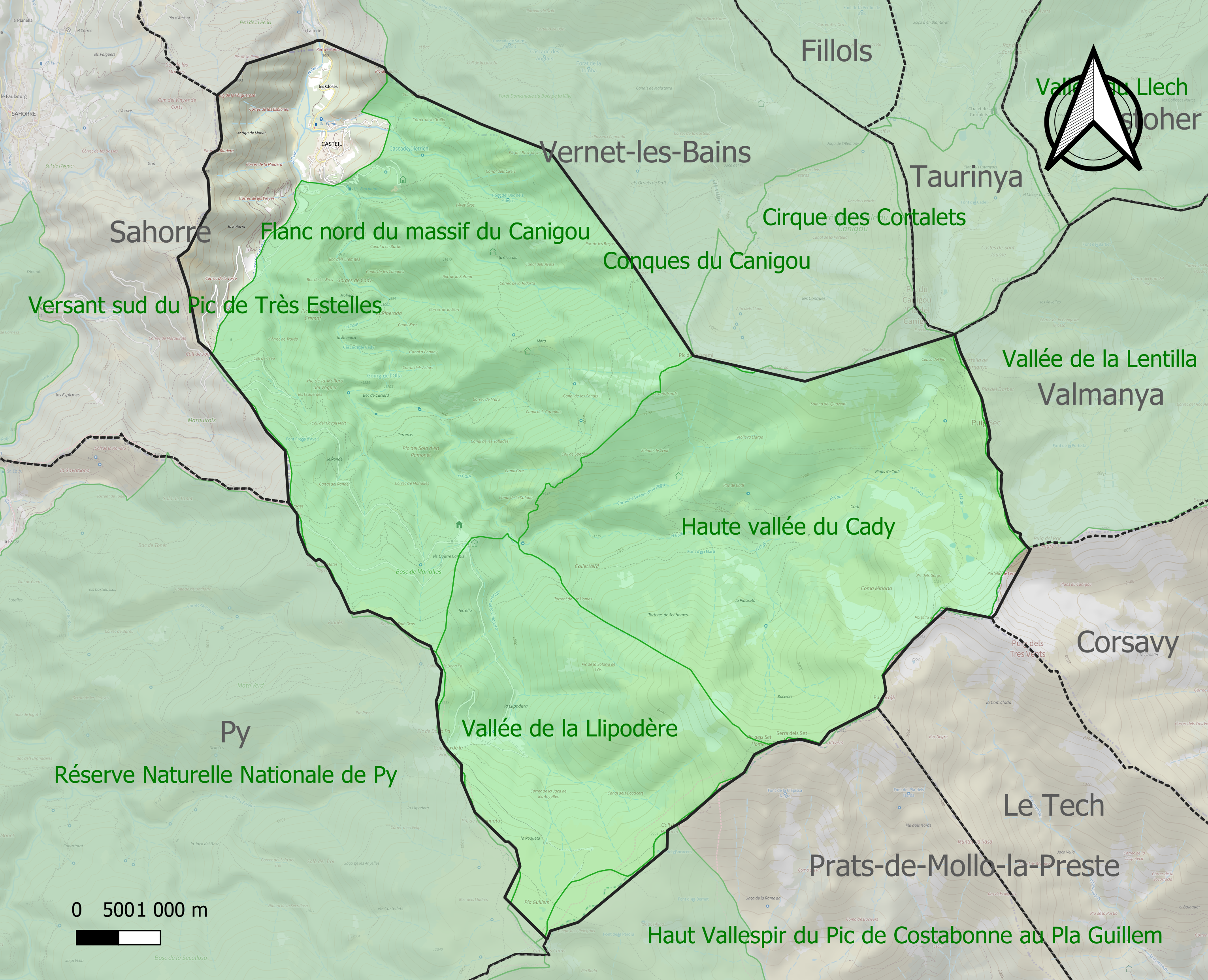
Carte des ZNIEFF de type 1 sur la commune.
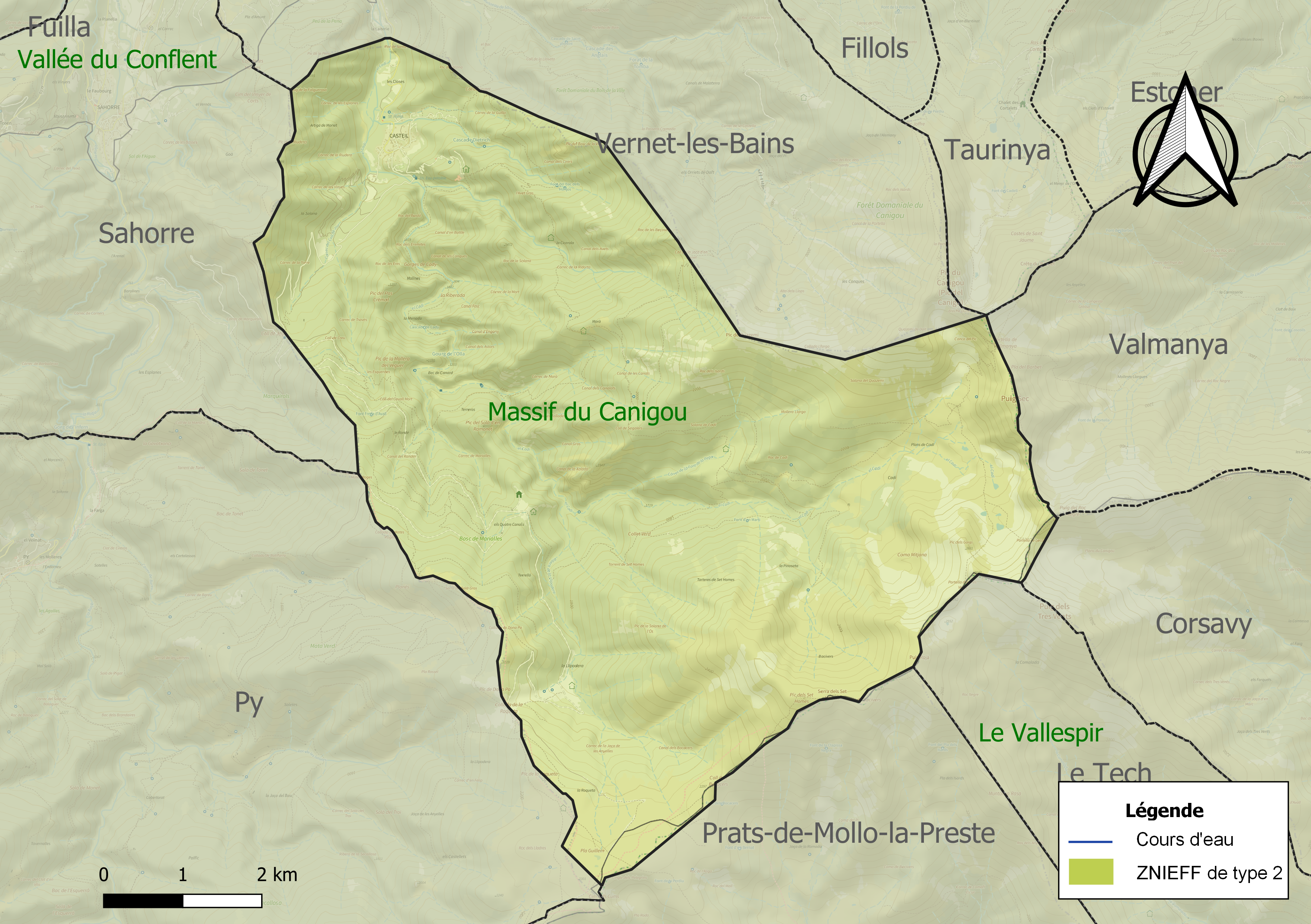
Carte des ZNIEFF de type 2 sur la commune.

## Urbanisme

### Typologie
Au 1er janvier 2024, Casteil est catégorisée commune rurale à habitat dispersé, selon la nouvelle grille communale de densité à sept niveaux définie par l'Insee en 2022.
Elle est située hors unité urbaine et hors attraction des villes,.

### Occupation des sols
L'occupation des sols de la commune, telle qu'elle ressort de la base de données européenne d’occupation biophysique des sols Corine Land Cover (CLC), est marquée par l'importance des forêts et milieux semi-naturels (99,1 % en 2018), une proportion identique à celle de 1990 (99,1 %). La répartition détaillée en 2018 est la suivante : 
forêts (50,4 %), espaces ouverts, sans ou avec peu de végétation (26,4 %), milieux à végétation arbustive et/ou herbacée (22,3 %), zones urbanisées (0,9 %). L'évolution de l’occupation des sols de la commune et de ses infrastructures peut être observée sur les différentes représentations cartographiques du territoire : la carte de Cassini (XVIIIe siècle), la carte d'état-major (1820-1866) et les cartes ou photos aériennes de l'IGN pour la période actuelle (1950 à aujourd'hui).

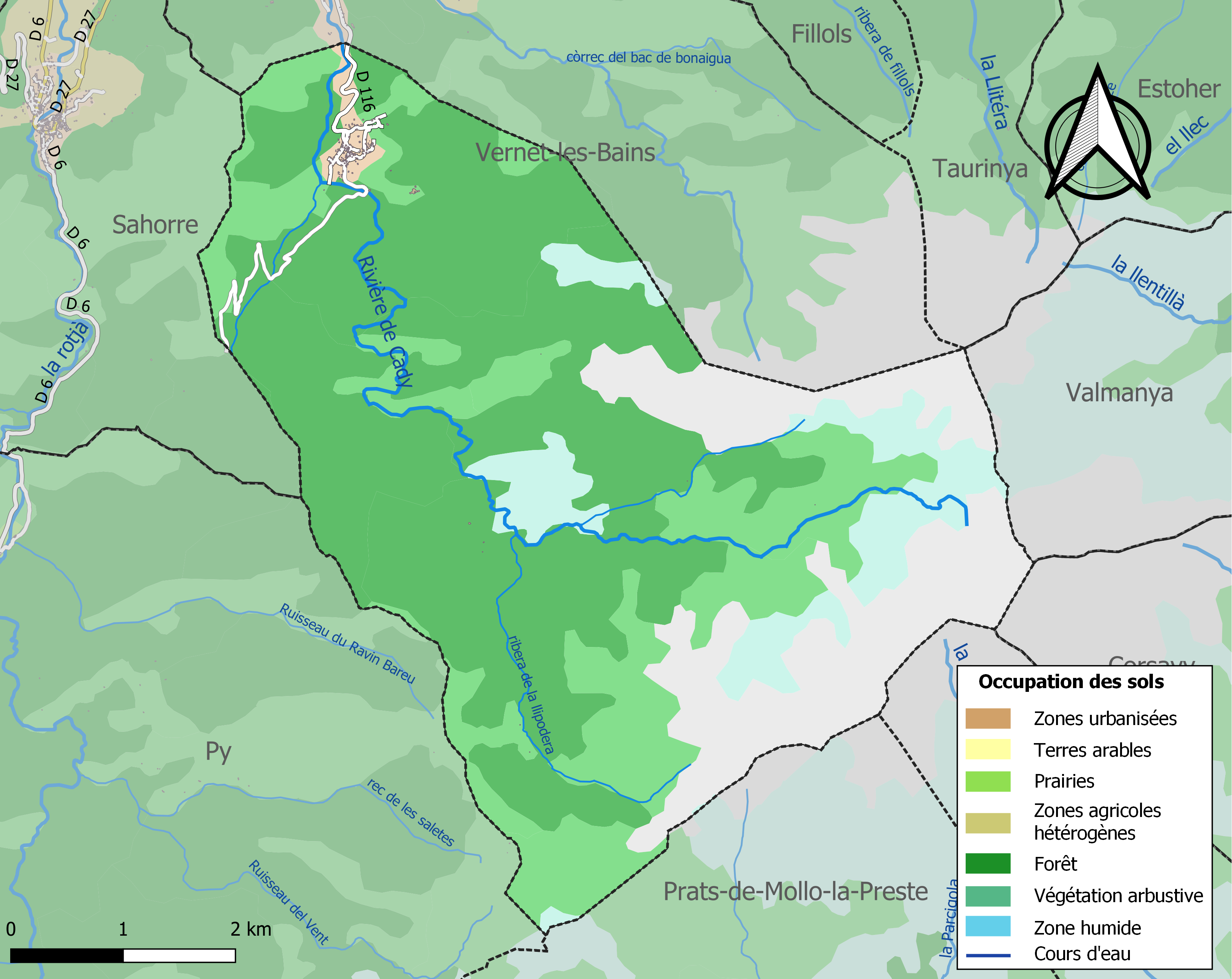
Carte des infrastructures et de l'occupation des sols de la commune en 2018 (CLC).

### Voies de communication et transports
La ligne 521 du réseau régional liO relie la commune à la gare de Perpignan.

### Risques majeurs
Le territoire de la commune de Casteil est vulnérable à différents aléas naturels : inondations, climatiques (grand froid ou canicule), feux de forêts, mouvements de terrains, avalanche  et séisme (sismicité modérée). Il est également exposé à deux risques particuliers, les risques radon et minier,.

#### Risques naturels
Certaines parties du territoire communal sont susceptibles d’être affectées par le risque d’inondation par crue torrentielle de cours d'eau du bassin de la Têt.
Les mouvements de terrains susceptibles de se produire sur la commune sont soit des mouvements liés au retrait-gonflement des argiles, soit des glissements de terrains, soit des chutes de blocs. Une cartographie nationale de l'aléa retrait-gonflement des argiles permet de connaître les sols argileux ou marneux susceptibles vis-à-vis de ce phénomène.
Ces risques naturels sont pris en compte dans l'aménagement du territoire de la commune par le biais d'un plan de prévention des risques inondations.

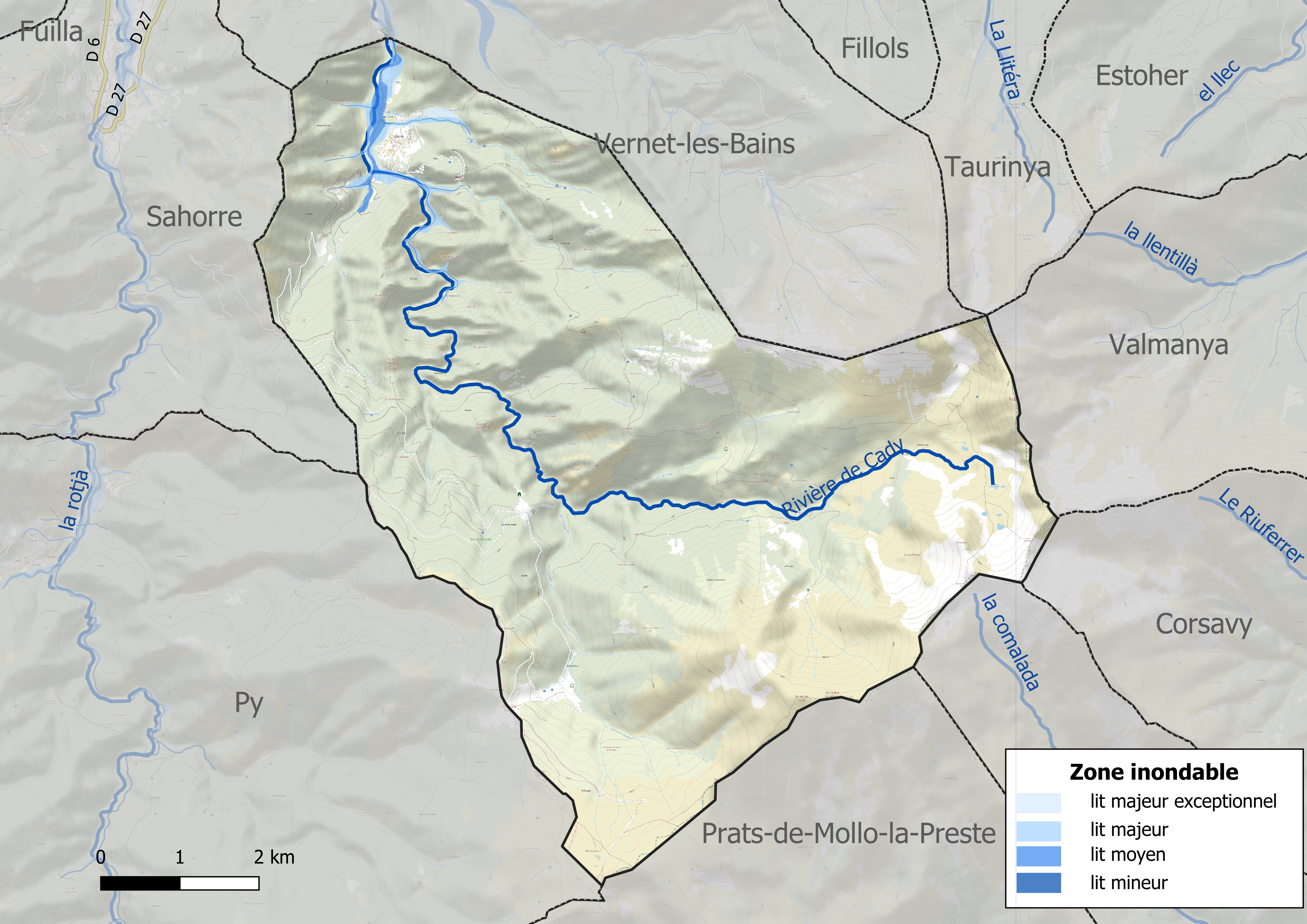
Carte des zones inondables.
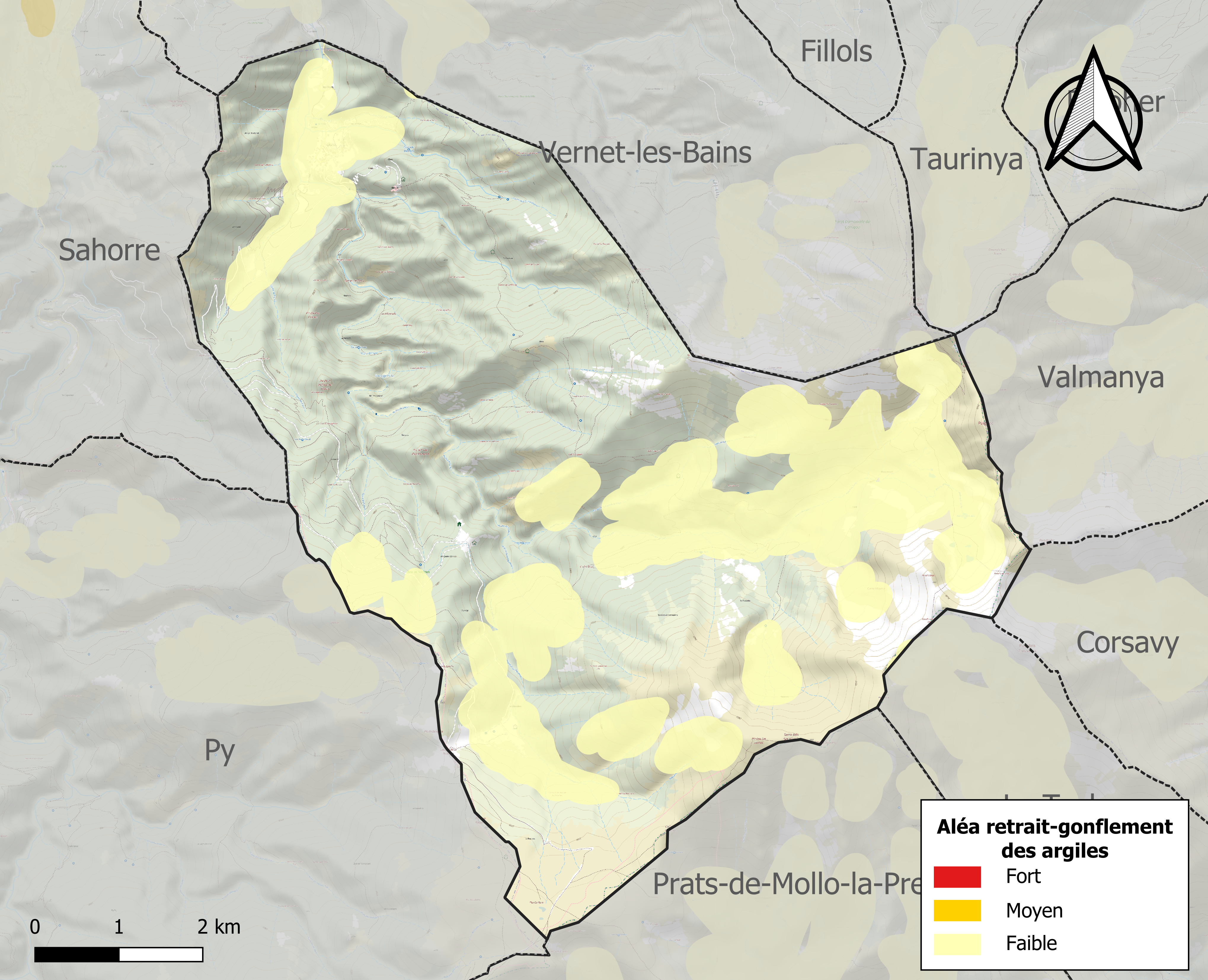
Carte des zones d'aléa retrait-gonflement des argiles.

#### Risque particulier
La commune est concernée par le risque minier, principalement lié à l’évolution des cavités souterraines laissées à l’abandon et sans entretien après l’exploitation des mines.
Dans plusieurs parties du territoire national, le radon, accumulé dans certains logements ou autres locaux, peut constituer une source significative d’exposition de la population aux rayonnements ionisants. Toutes les communes du département sont concernées par le risque radon à un niveau plus ou moins élevé. Selon la classification de 2018, la commune de Casteil est classée en zone 3, à savoir zone à potentiel radon significatif.

## Toponymie
En catalan, le nom de la commune est Castell de Vernet. Le toponyme Casteil vient de la présence du château seigneurial, dont il ne reste aujourd'hui que quelques vestiges à proximité de l'église Saint-Martin-le-Vieux.

## Histoire

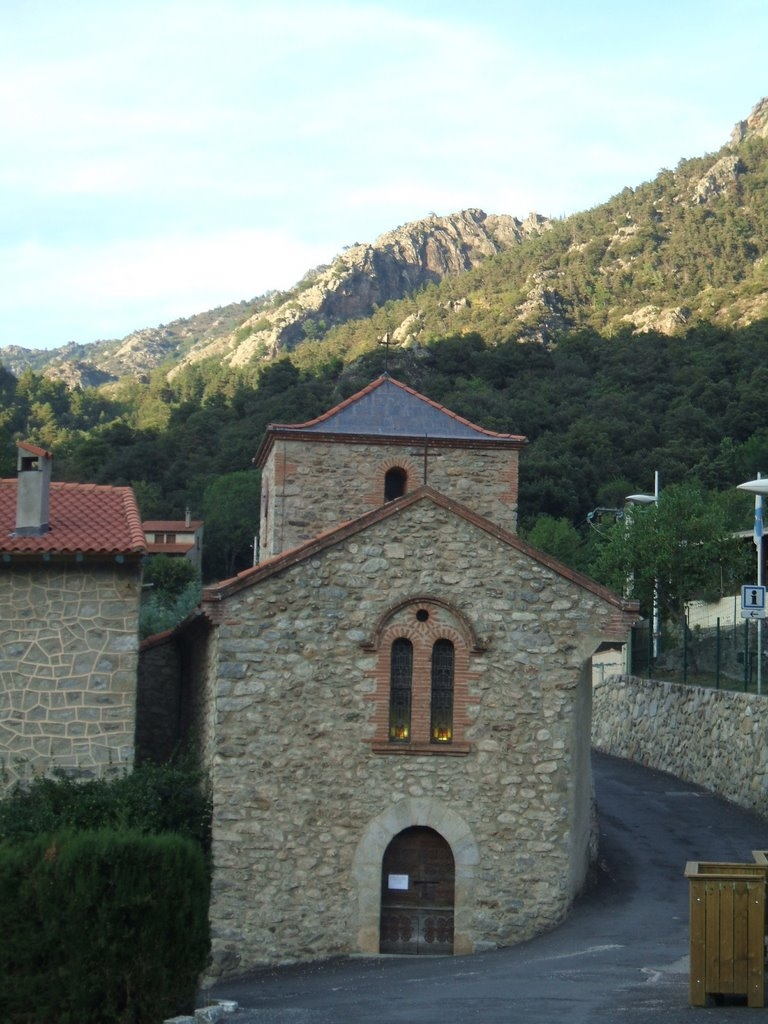
Façade de l'église paroissiale.

Sous l’Ancien Régime, Casteil est un fief des seigneurs Vernet du IXe siècle jusqu'au XIIe siècle, date à laquelle ils s'installèrent au sommet du village de Vernet-les-Bains.
La communauté dépend de l'abbaye Saint-Martin du Canigou conjointement avec Vernet-les-Bains pendant plusieurs siècles.
Le village s'est développé au pied de l'emplacement du premier château, autour d'un oratoire créé au XVe siècle et devenu église paroissiale au XVIIIe siècle, après l'abandon de l'église Saint-Martin-le-Vieux.

## Politique et administration

### Canton
En 1790, la commune de Casteil est incluse dans le canton de Vernet puis, en 1793, rattachée au canton de Corneilla. En 1801, elle rejoint le canton de Prades, qu'elle ne quitte plus par la suite,.
À compter des élections départementales de 2015, la commune de Casteil rejoint le nouveau canton du Canigou.

### Liste des maires
| Période   | Période   | Identité         | Étiquette | Qualité |
| --------- | --------- | ---------------- | --------- | ------- |
| mars 2001 | mars 2008 | Alain Margail    |           |         |
| mars 2008 | 2020      | Juliette Cases,  |           |         |
| juin 2020 | En cours  | Olivier Chauveau |           |         |

## Population et société

### Démographie ancienne
La population est exprimée en nombre de feux (f) ou d'habitants (H).
| 1365 | 1378 | 1515 | 1553 | 1709 | 1789 |
| ---- | ---- | ---- | ---- | ---- | ---- |
| 10 f | 3 f  | 6 f  | 6 f  | 21 f | 27 f |

Notes :
- 1515 : dont 4 f pour Saint-Martin du Canigou ;
- 1553 : dont 6 f pour Saint-Martin du Canigou ;
- 1720 et 1774 : comptée avec Vernet.

### Démographie contemporaine
L'évolution du nombre d'habitants est connue à travers les recensements de la population effectués dans la commune depuis 1800. Pour les communes de moins de 10 000 habitants, une enquête de recensement portant sur toute la population est réalisée tous les cinq ans, les populations de référence des années intermédiaires étant quant à elles estimées par interpolation ou extrapolation. Pour la commune, le premier recensement exhaustif entrant dans le cadre du nouveau dispositif a été réalisé en 2008.

En 2022, la commune comptait 140 habitants, en évolution de +3,7 % par rapport à 2016 (Pyrénées-Orientales : +3,92 %, France hors Mayotte : +2,11 %).
| 1800 | 1806 | 1821 | 1831 | 1836 | 1841 | 1846 | 1851 | 1856 |
| ---- | ---- | ---- | ---- | ---- | ---- | ---- | ---- | ---- |
| 109  | 155  | 153  | 149  | 140  | 144  | 167  | 176  | 168  |

| 1861 | 1866 | 1872 | 1876 | 1881 | 1886 | 1891 | 1896 | 1901 |
| ---- | ---- | ---- | ---- | ---- | ---- | ---- | ---- | ---- |
| 180  | 184  | 149  | 151  | 165  | 159  | 159  | 162  | 145  |

| 1906 | 1911 | 1921 | 1926 | 1931 | 1936 | 1946 | 1954 | 1962 |
| ---- | ---- | ---- | ---- | ---- | ---- | ---- | ---- | ---- |
| 126  | 144  | 113  | 91   | 93   | 96   | 68   | 97   | 76   |

| 1968 | 1975 | 1982 | 1990 | 1999 | 2006 | 2008 | 2013 | 2018 |
| ---- | ---- | ---- | ---- | ---- | ---- | ---- | ---- | ---- |
| 59   | 50   | 52   | 102  | 130  | 126  | 124  | 134  | 137  |

| 2022 | - | - | - | - | - | - | - | - |
| ---- | - | - | - | - | - | - | - | - |
| 140  | - | - | - | - | - | - | - | - |

| selon la population municipale des années : | 1968 | 1975 | 1982 | 1990 | 1999 | 2006 | 2009 | 2013 |
| Rang de la commune dans le département      | 206  | 170  | 202  | 163  | 169  | 167  | 171  | 168  |
| Nombre de communes du département           | 232  | 217  | 220  | 225  | 226  | 226  | 226  | 226  |

### Manifestations culturelles et festivités
- Fête communale : 11 novembre[51].

## Économie

### Emploi
|                | 2008   | 2013   | 2018   |
| -------------- | ------ | ------ | ------ |
| Commune        | 5,6 %  | 7,5 %  | 11,5 % |
| Département    | 10,3 % | 12,9 % | 13,3 % |
| France entière | 8,3 %  | 10 %   | 10 %   |

En 2018, la population âgée de 15 à 64 ans s'élève à 87 personnes, parmi lesquelles on compte 74,7 % d'actifs (63,2 % ayant un emploi et 11,5 % de chômeurs) et 25,3 % d'inactifs,. En  2018, le taux de chômage communal (au sens du recensement) des 15-64 ans est inférieur à celui du département, mais supérieur à celui de la France, alors qu'en 2008 il était inférieur à celui de la France.
La commune est hors attraction des villes,. Elle compte 52 emplois en 2018, contre 33 en 2013 et 22 en 2008. Le nombre d'actifs ayant un emploi résidant dans la commune est de 56, soit un indicateur de concentration d'emploi de 92,8 % et un taux d'activité parmi les 15 ans ou plus de 52,4 %.
Sur ces 56 actifs de 15 ans ou plus ayant un emploi, 30 travaillent dans la commune, soit 54 % des habitants. Pour se rendre au travail, 62,5 % des habitants utilisent un véhicule personnel ou de fonction à quatre roues, 7,1 % les transports en commun, 7,2 % s'y rendent en deux-roues, à vélo ou à pied et 23,2 % n'ont pas besoin de transport (travail au domicile).

### Activités

#### Secteurs d'activités
13 établissements sont implantés  à Casteil au 31 décembre 2019.
Le secteur du commerce de gros et de détail, des transports, de l'hébergement et de la restauration est prépondérant sur la commune puisqu'il représente 53,8 % du nombre total d'établissements de la commune (7 sur les 13 entreprises implantées  à Casteil), contre 30,5 % au niveau départemental.
Aujourd'hui la commune est assez prisée en été, car bénéficiant de son cadre entre le Canigou (pour les amateurs de randonnée) et de la station thermale de Vernet-les-Bains. Plusieurs locations sont disponibles sur place, de même qu'un camping.

### Agriculture

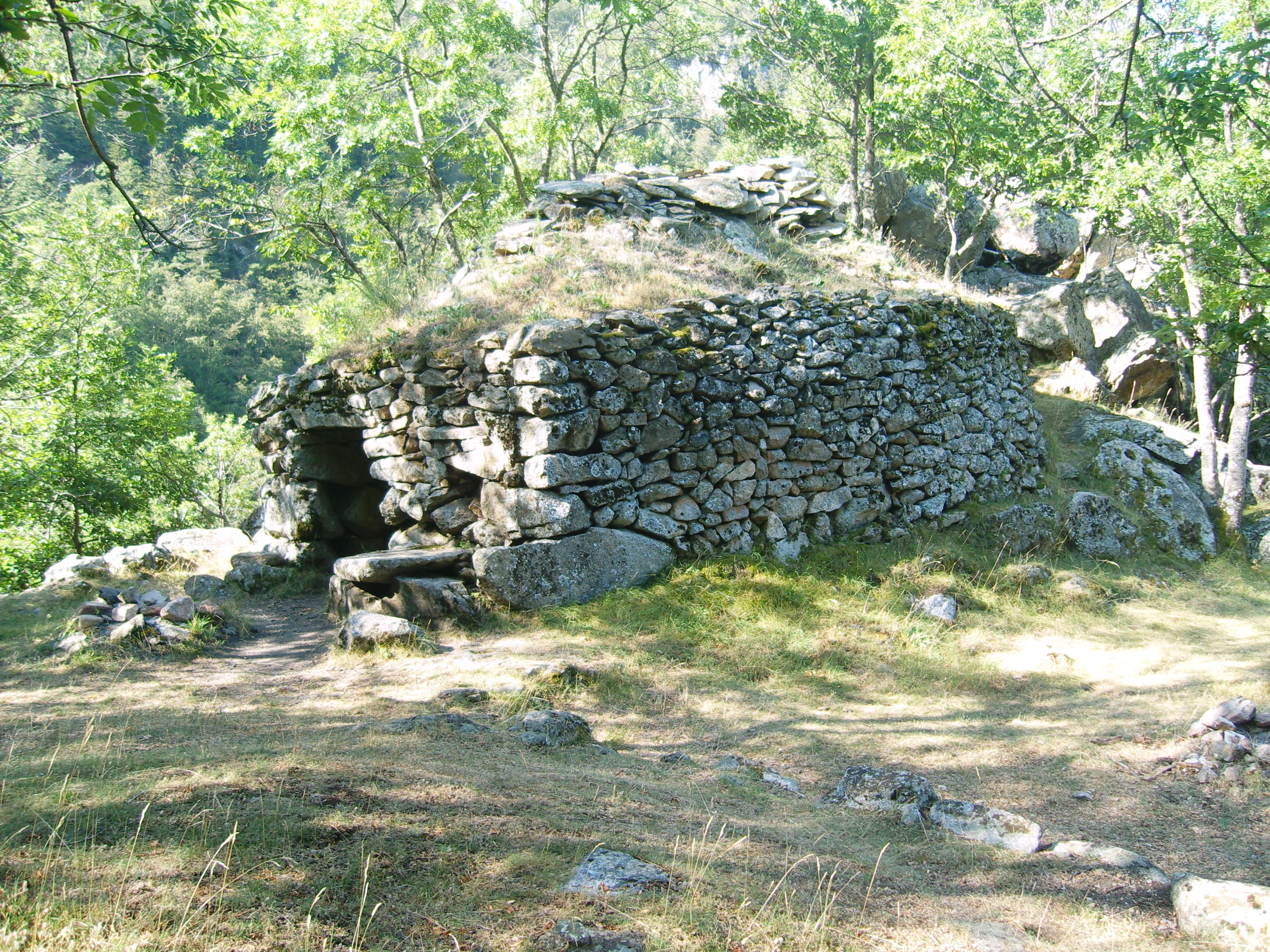
L'orri (cabane en pierre sèche) de Cirerola (ou Cicerola), un abri qu'utilisaient autrefois les gardiens de troupeaux dans la montagne.

Aucune exploitation agricole ayant son siège dans la commune n'est recensée lors du recensement agricole de 2020 (12 en 1988),.

## Culture locale et patrimoine

### Monuments et lieux touristiques
- Église Saint-Benoît du Canigou.

La commune est principalement connue pour être celle de l'abbaye Saint-Martin du Canigou, qui est située à environ une demi-heure à une heure de marche par une route cimentée.[réf. nécessaire]
Elle est aussi le point de départ de nombreuses excursions dans les massifs environnants (dont le Canigou).
Église paroissiale Saint-Martin

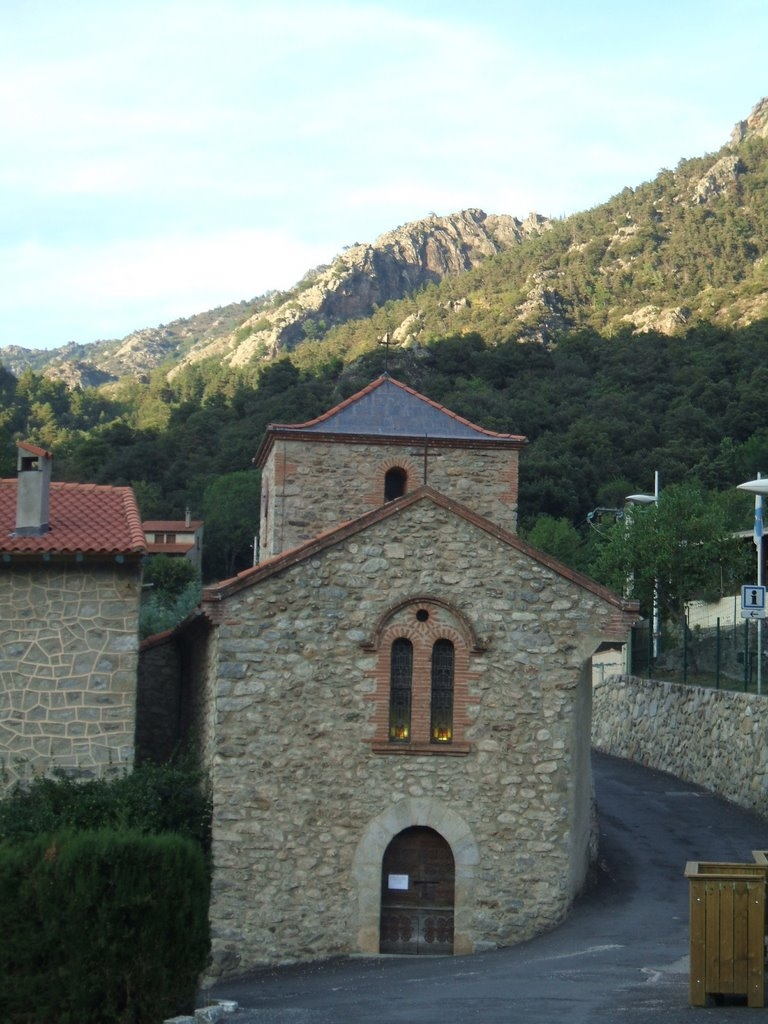
Casteil, église Saint-Martin

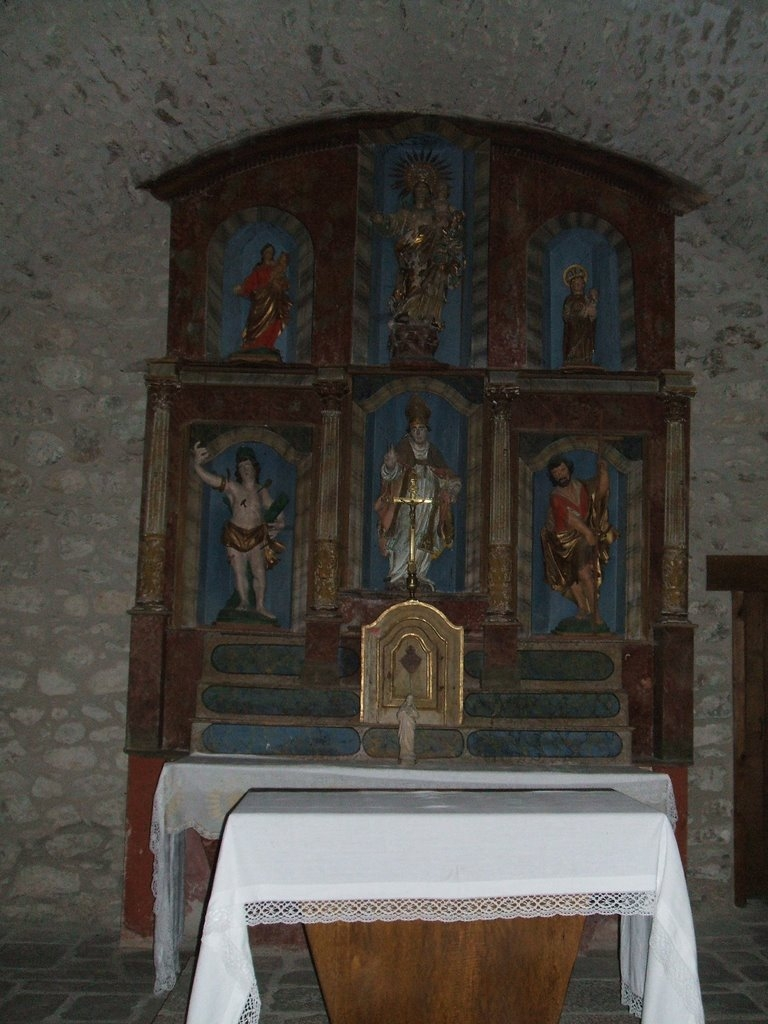
Retable du maître-autel.

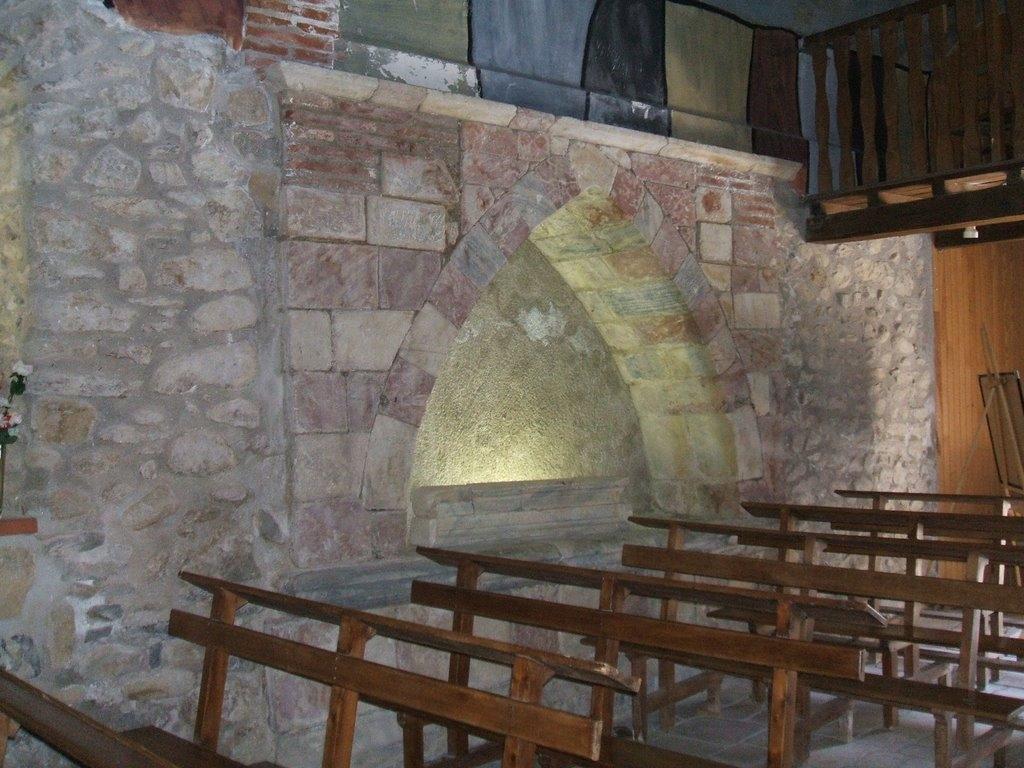
Mausolée du comte Guifred.

La construction actuelle date du XVIIe siècle et du XVIIIe siècle. Le bâtiment est construit en galets et briques, et comporte une nef unique à chevet-plat voûtée en berceau, dotée d'une chapelle latérale au nord. La tour du clocher a été élevée sur la travée du chœur.
L'ancien mausolée du comte Guifred, fondateur de l'abbaye Saint-Martin, a été transféré dans l'édifice à la Révolution et intégré au mur sud de la nef. Ce transfert n'a d'ailleurs pas empêché la profanation du tombeau en 1793. En marbre rose de Villefranche, le monument est composé d'une niche surmontée d'un arc brisé. Il est datable du XIVe siècle. À l'intérieur de cette niche, l'inscription funéraire, inscrite sur un bloc brisé en plusieurs morceaux en caractère gothique, a été déposée.
Église Saint-Martin-le-Vieux (Sant Marti Vell)

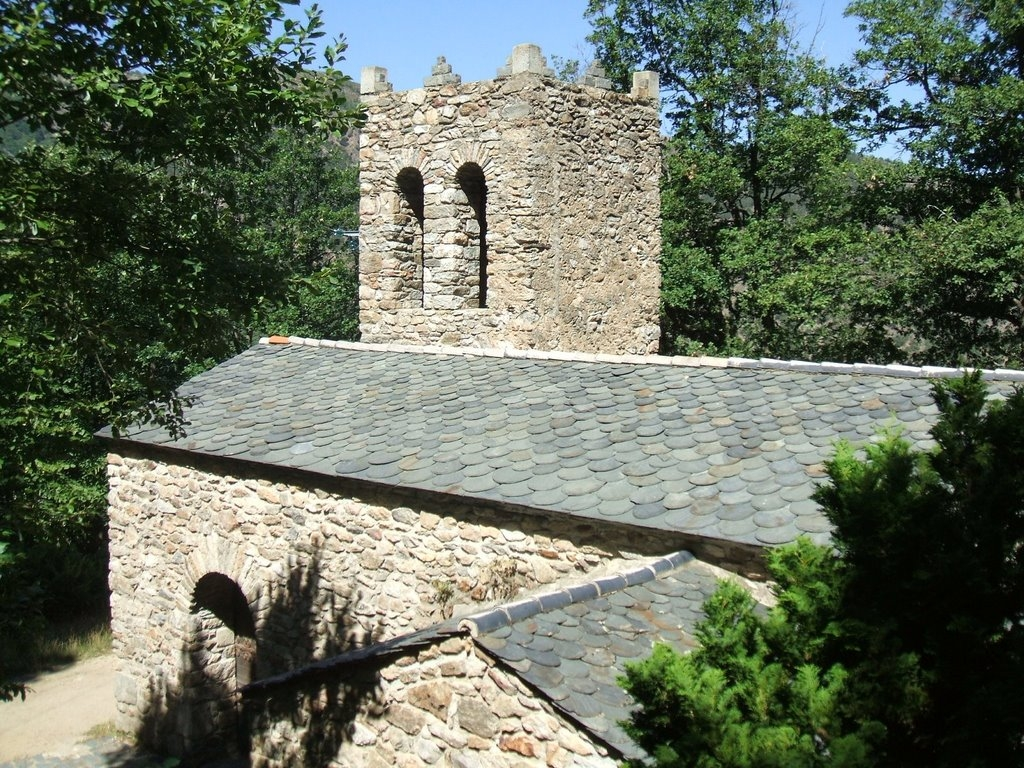
Saint-Martin-le-Vieux.

Lorsqu'on se décida à le dégager et à le restaurer en 1978, il n'en restait plus que les niveaux inférieurs du clocher et de l'église. Il fallut quasiment reconstruire l'édifice, à nef unique charpentée terminée par une abside semi-circulaire voûtée par un cul de four. Deux corps annexes dessinent un faux transept.
Abbaye Saint-Martin-du-Canigou

### Personnalités liées à la commune
- Guifred II de Cerdagne (970?-1050) : fondateur de l'abbaye Saint-Martin du Canigou.

### Héraldique
| Blason de Casteil | Blason  | De gueules à saint Martin à cheval partageant son manteau avec un mendiant, le tout d'argent. |
| Blason de Casteil | Détails | Le statut officiel du blason reste à déterminer.                                              |